# Alteingrat
Der Alteingrat ist ein (an seinem östlichsten Punkt) 2377 m ü. M. hoher Gebirgsgrat im Schweizer Kanton Graubünden. Aufgrund seiner exponierten und markanten Lage am südlichen Ende des Landwassertals ist er eine einprägsame Landmarke der Landschaft Davos.

## Namensherkunft
Der Name Altein stammt von Alp Tein, der alten Bezeichnung für das Alpgebiet von Davos Wiesen (rätoromanisch Tein).

## Beschreibung
Gegen Norden fällt der Alteingrat mit einer Steilwand dem sogenannten Bender zum Bärental ab. Westlich schliesst sich der Altein Tiefenberg über die Altein Fürggli an mit dem Alteinsee, welcher über den Alteinbach in den Welschtobelbach entwässert. Gegen Süden fällt der Alteingrat sanft nach Davos Wiesen ab. Auf dem Grat verläuft ein aussichtsreicher Wanderweg, welcher über Davos Glaris, Davos Wiesen oder Arosa erreichbar ist.

## Galerie

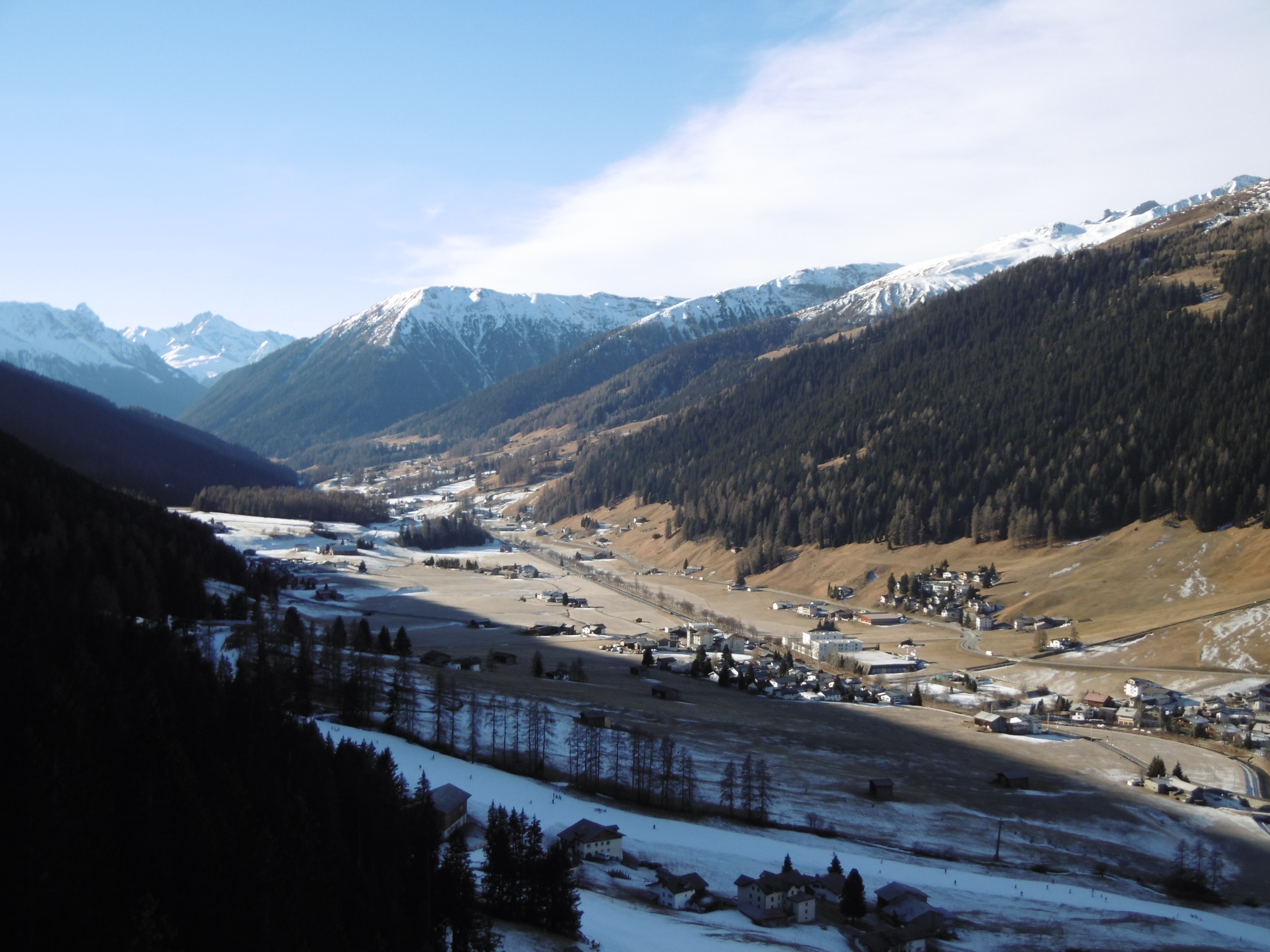
Landwassertal mit Alteingrat
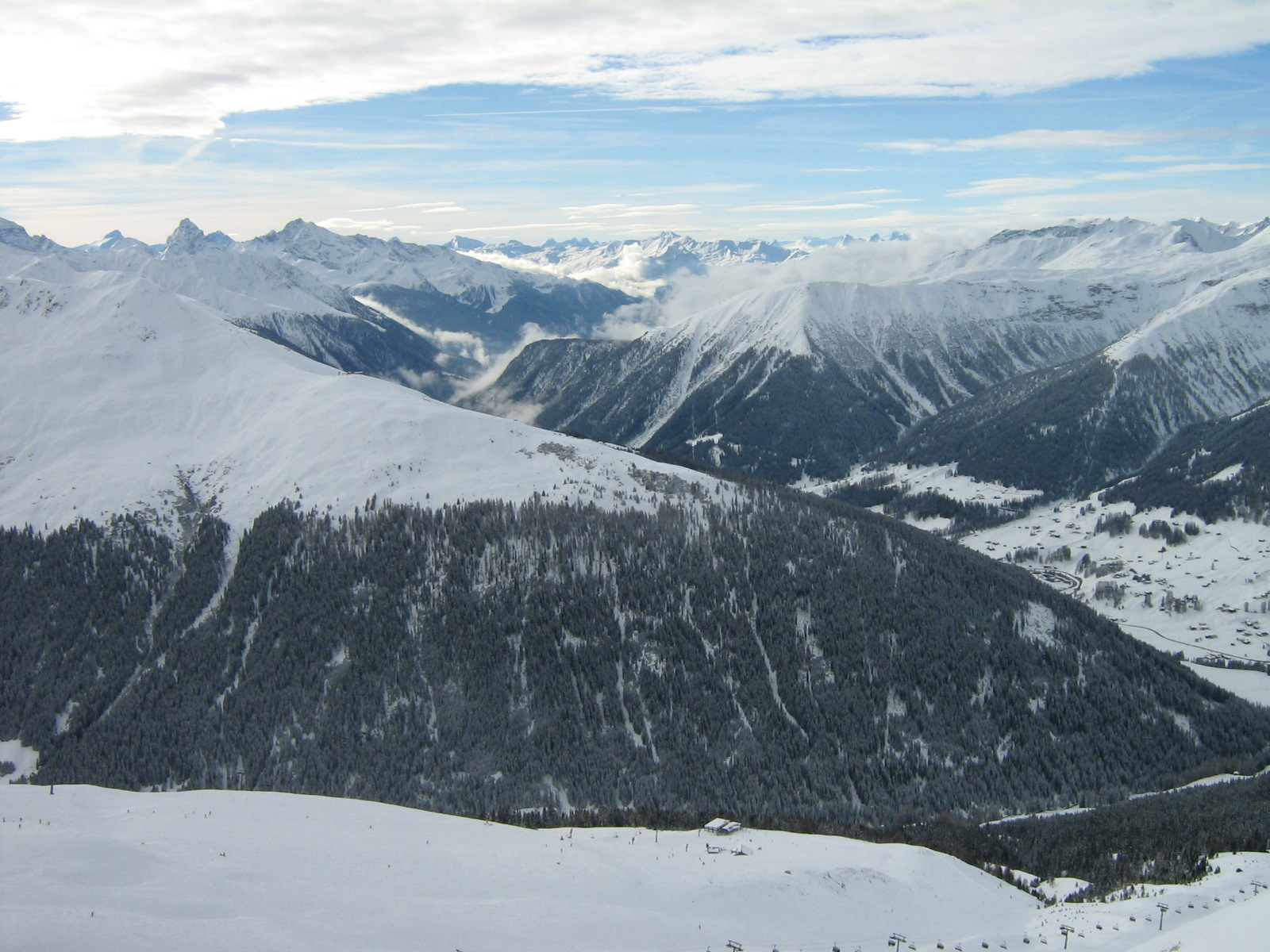
Alteingrat vom Jakobshorn aus gesehen
Historische Luftaufnahme